# Ayşegül Çoban
Ayşegül Çoban (Konya, 16 dicembre 1992) è un'ex sollevatrice turca campionessa europea che ha gareggiato nella categoria dei pesi piuma (fino a 53 kg.).

## Carriera
Già campionessa europea juniores nel 2009 e nel 2010, Ayşegül Çoban vinse a livello senior la medaglia di bronzo ai Campionati europei di Kazan' 2011 con 180 kg. nel totale.
Tre anni dopo ottenne il più grande successo della sua carriera, conquistando la medaglia d'oro ai Campionati europei di Tel Aviv con 195 kg. nel totale.
Ai Campionati mondiali di sollevamento pesi ottenne come miglior risultato un 12º posto nell'edizione di Houston 2015.